# Энциклопедия Братьев чистоты
Энциклопедия «братьев чистоты» — коллективный энциклопедический труд «Послания братьев чистоты и друзей верности» (араб. رسائل اخوان الصفاء وخلان الوفاء‎).

## Авторство
Составлена членами тайного мусульманского научного сообщества «Братья чистоты» в X веке.
Некоторые исследователи полагают, что за известными именами авторов «Посланий» стояли другие мыслители, скрывавшие своё авторство.

## Цели
По утверждению Тауфика Ибрагима, «предназначалась для тех последователей братьев чистоты, которые, поднявшись со ступени слепого доверия религиозной традиции, вступили на путь к высшему, эзотерическому знанию, стоящему над различиями между богооткровенными религиями».

## Композиция
Включает 52 трактата, разделённые на четыре части: 14 трактатов по математическим наукам и логике, 17 трактатов по естествознанию, 10 трактатов о душе и разуме, 11 трактатов о божественных законах и шариате.

## Значение
Была переведена на персидский и турецкий языки и оказала большое влияние на всех философов и мистиков ислама. Особой популярностью пользовалась среди адептов исмаилизма.